# Alenia C-27 Spartan
C-27J Spartan — современный итальяно-американский тактический средний военно-транспортный самолёт. Является усовершенствованной версией самолёта Alenia G.222. Разработан консорциумом LMATTS (Lockheed Martin Alenia Tactical Transport Systems). Помимо стандартной транспортной конфигурации, были разработаны специализированные варианты C-27J для морского патрулирования, поисково-спасательных операций, миссий C3 ISR, огневой поддержки/наземного нападения и радиоэлектронной борьбы.
В период с 2007 по 2012 год стоял на вооружении ВВС США, а снятые с эксплуатации самолёты были переданы в Береговую охрану США и Командование специальных операций США.
Первый полёт состоялся в 1999 году. По состоянию на 2020 года портфель заказов на данный самолёт составляет 87 единиц.

## История разработки
В 1995 году начались переговоры между Lockheed Martin и Alenia по обновлению самолёта G.222 путём замены двигателя на более мощный (T64G). Также предлагалась установка кабины от самолёта C-130J Super Hercules. Уже в 1996 развернулась программа по созданию усовершенствованной версии G.222, самолеты решили назвать C-27J Spartan. В конструкции самолёта был использован двигать Rolls-Royce AE 2100, а также шестилопастный пропеллер от C-130J. Также были сделаны изменения в цифровой архитектуре систем и авионике, был обновлён грузовой отсек. Новый самолёт C-27J имеет на 35% большую дальность полета и на 15% большую крейсерскую скорость, чем G.222.
Первый полёт C-27J состоялся 24 сентября 1999 года. Спустя 2 месяца итальянские ВВС уже стали заказчиками 12 "Спартанов". После более чем 400 летных испытаний, длившихся менее 13 месяцев, самолет получил гражданскую сертификацию итальянского управления гражданской авиации в июне 2001 года.
В ноябре 2020 года компания Leonardo приступила к реализации программы C-27J Next Generation с новым оборудованием, системами и аэродинамическими решениями для повышения эффективности эксплуатации и улучшения характеристик. Новое поколение оснащено новой комплексной авионикой, соответствующей международному стандарту Performance Based Navigation, что позволяет эксплуатировать самолет в гражданском воздушном пространстве без ограничений и повышает оперативную совместимость в тактических сценариях, а новые винглеты способствуют улучшению скоростных характеристик и увеличивают MTOW на 1000 кг.

## Лётно-технические характеристики
Технические характеристики
- Экипаж: 2 чел.
- Пассажировместимость: до 60 солдат, или 46 десантников, или 36 раненых на носилках с 6 сопровождающими
- Грузоподъёмность: 11 300 кг. (24 912 футов)
- Длина: 22,7 м
- Размах крыла: 28,7 м
- Площадь крыла: 82 м2 (880 кв. футов)
- Высота: 9,64 м
- Грузовой отсек : 3,33 на 2,60 м (10 футов 11 дюймов на 8 футов 6 дюймов) в ширину и высоту.
- Масса
  - Пустого самолёта - 17 500 кг. (38 581 фунт)
  - Максимальная взлетная - 32 500 кг. (71 650 фунтов)

Лётные характеристики
- Крейсерская скорость: 583 км/час (362 мили/час,  315 узлов)
- Максимальная скорость: 602 км/час (374 мили/час, 325 узлов)
- Минимальная скорость: 194 км/час (121 миля/час, 105 узлов)
- Дальность: 1759 км (1093 мили, 950 морских миль) при массе 31 800 кг. (70 100 фунтов)
- Перегоночная дальность: 5852 км (3636 миль, 3160 морских миль)
- Практический потолок: 9 144 м (30 000 футов)
- Скороподъемность: 13 м/с (2500 ф/мин)

## На вооружении

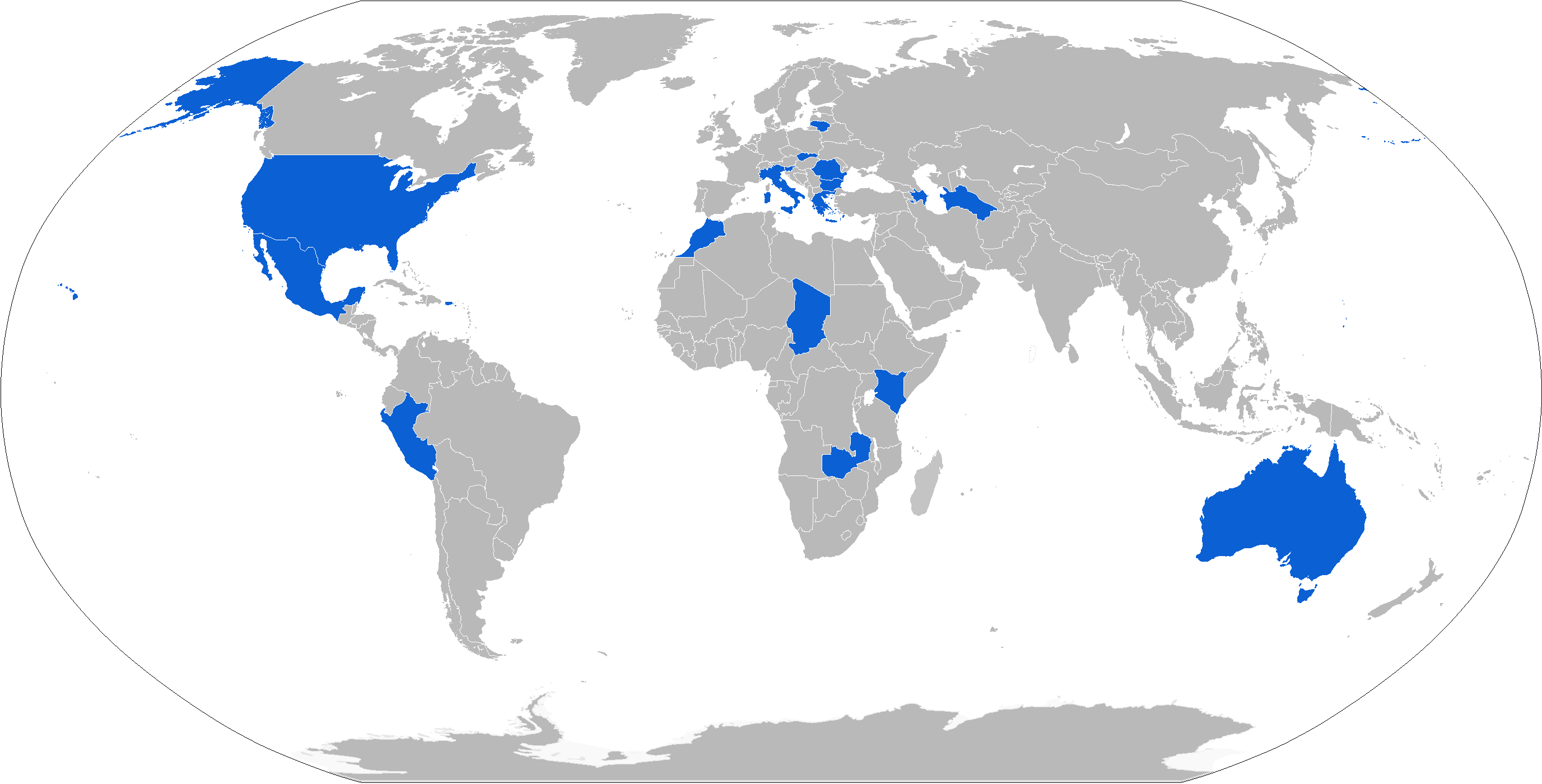
Список операторов

- Азербайджан — в 2023 году подписан контракт на поставку С-27J в Военно-воздушные силы[6], первый самолёт доставлен в июне 2024 года.
- Австралия — 2 C-27J, по состоянию на 2016 год[7] В 2012 году заказано 10 самолётов, поставки начались в 2015 году[8]
- Болгария — 3 C-27J по состоянию на 2024 год[9]
- Греция — 8 C-27J по состоянию на 2024 год[10]
- Замбия — в 2015 году заказано 2 самолёта, поставки запланированы на 2017 год[11]
- Италия — 12 C-27J по состоянию на 2024 год[12]
- Литва — 3 C-27J по состоянию на 2024 год[13]
- Марокко — 4 C-27J, по состоянию на 2016 год[14][15] В 2008 году был подписан контракт на поставку 4 C-27J на сумму $165 млн[16].
- Мексика — 4 C-27J, по состоянию на 2016 год[17] заказано 4 C-27J на общую сумму около $200 млн[18]
- Перу — 2 C-27J, по состоянию на 2016 год[19]
- Румыния — 7 C-27J по состоянию на 2024 год[20]
- Словакия — 2 C-27J по состоянию на 2024 год[21]
- Словения — ВВС Словении заказали один самолёт C-27J в ноябре 2021 года[22].
- США — 4 C-27J, по состоянию на 2016 год[23]
- Туркменистан- 2 C-27J, по состоянию на 2021 год[24]
- Чад — 2 C-27J, по состоянию на 2016 год[25]

## См.также
- Ан-32, Ан-132, и Ан-178
- CASA C-295
- Ил-112В